# أولاد سيدي بوعلام (الجواولة)
أولاد سيدي بوعلام هو دُوَّار يقع بجماعة ولاد رحمون، إقليم الجديدة، جهة الدار البيضاء سطات في المملكة المغربية. ينتمي الدوّار لمشيخة الجواولة التي تضم 12 دوار. يقدر عدد سكانه بـ 275 نسمة حسب الإحصاء الرسمي للسكان والسكنى لسنة 2004.

## روابط خارجية
- البوابة الوطنية للجماعات الترابية
- المندوبية السامية للتخطيط